# Gemensamma utrikes- och säkerhetspolitiken
Den gemensamma utrikes- och säkerhetspolitiken (Gusp) är Europeiska unionens utrikes- och säkerhetspolitik och ett av unionens befogenhetsområden. Den utgör en del av unionens yttre åtgärder. Gusp innebär att unionen i sin helhet och tillsammans med sina medlemsstater antar gemensamma ståndpunkter i utrikespolitiska frågor och vidtar gemensamma åtgärder i olika frågor som rör dess omvärld. Till skillnad från unionens övriga befogenhetsområden är Gusp uteslutande ett mellanstatligt samarbete och de flesta beslut fattas av Europeiska rådet och Europeiska unionens råd med enhällighet. Europaparlamentet har ytterst litet inflytande på området och EU-domstolen saknar behörighet inom större delen av den gemensamma utrikes- och säkerhetspolitiken.
Gusp härrör från det europeiska politiska samarbetet, som bildades i början av 1970-talet. Genom europeiska enhetsakten, som trädde i kraft den 1 juli 1987, formaliserades samarbetet och med Maastrichtfördraget, som trädde i kraft den 1 november 1993, skapades den nuvarande gemensamma utrikes- och säkerhetspolitiken. Gusp leds av den höga representanten för utrikes frågor och säkerhetspolitik, som är vice ordförande i Europeiska kommissionen och ordförande för rådet för utrikes frågor. Till sitt stöd har den höga representanten Europeiska utrikestjänsten.
Josep Borrell är hög representant för utrikes frågor och säkerhetspolitik sedan 1 november 2019.

## Historia

### 1957–1993
Gusp har sitt ursprung dels i bildandet av det europeiska politiska samarbetet (EPS) 1970, dels i den allmänna utvecklingen av den europeiska handelspolitiken från 1950-talet.[källa behövs] Europeiska politiska samarbetet var ett informellt samråd mellan medlemsstaterna i utrikespolitiska frågor, med målet att skapa en gemensam strategi för utrikespolitiska frågor och främja både Europeiska gemenskapernas egna intressen och det internationella samarbetet som helhet. Detta inbegrep främjande av internationellt samarbete, respekt för mänskliga rättigheter, demokrati och rättsstatsprincipen.[källa behövs]

### 1993–2009
De jugoslaviska krigen ledde det till en önskan att stärka utrikespolitiken. Detta befästes i Maastrichtfördraget, som trädde i kraft 1993 och upprättade Europeiska unionen. Vid sidan av det överstatliga samarbetet inom Europeiska ekonomiska gemenskapen uppfördes två nya samarbetsformer, som tillsammans skapade unionens tre pelare. Den andra Gusp-pelaren grundades på mellanstatlighet, vilket innebar enhällighet mellan medlemmar i Europeiska unionens råd och minimalt inflytande för de övriga institutionerna.
Gusp utvecklades ytterligare genom Amsterdamfördraget som trädde i kraft 1999. Då tillkom en enhet för politisk planering och tidig förvarning, ledd av en hög representant för Gusp som också var generalsekreterare i Europeiska unionens råd. Till innehavare av denna post utsågs 1999 NATO:s förre generalsekreterare, spanjoren Javier Solana. Genom Amsterdamfördraget införlivades dessutom de så kallade Petersberguppgifterna (humanitära insatser och räddningsinsatser, fredsbevarande insatser och insatser med militär och polis vid krishantering, inklusive fredsskapande åtgärder).[källa behövs]

### 2009–
Lissabonfördraget, som trädde i kraft den 1 december 2009, blev slutet på pelarsystemet. Gusp förlorade då status som självständig ”pelare”. Dessutom, i ett försök att säkerställa större samordning och konsekvens i unionens utrikespolitik, skapade Lissabonfördraget en hög representant för unionen för utrikes frågor och säkerhetspolitik, i praktiken en sammanslagning av posten som hög representant för den gemensamma utrikes- och säkerhetspolitiken och EU-kommissionär för yttre förbindelser och den europeiska grannskapspolitiken. Den höga representanten ansvarar för Europeiska utrikestjänsten som också skapades genom Lissabonfördraget.

## Besluts- och omröstningsförfarande
Gusp är ett mellanstatligt samarbete där alla frågor som rör EU:s utrikes- och säkerhetspolitik behandlas. Europeiska unionens råd ansvarar för utformandet av Gusp. Genomförandet sker under ledning av den höga representanten för utrikes frågor och säkerhetspolitik och medlemsstaterna. Under rådet finns olika militära och politiska organ med uppgift att bereda olika beslut rörande utrikes-, säkerhets- och försvarspolitik. Frågor som rör Gusp behandlas av unionens utrikesministrar eller försvarsministrar i rådet för utrikes frågor. Europaparlamentet deltar inte i beslutsfattandet, men rådfrågas när det gäller kommande inriktning av politiken. Kommissionen förvaltar Gusps beslut. Gusp omfattar tre EU-byråer: Europeiska försvarsbyrån (EDA), Europeiska unionens institut för säkerhetsstudier (ISS) och Europeiska unionens satellitcentrum (EUSC). De två senare inkorporerades 2002 från Västeuropeiska unionen (VEU).[källa behövs]
Beslut fattas i regel alltid med enhällighet, utom i vissa undantagsfall som regleras av fördraget om Europeiska unionen. Genom konstruktiv röstnedläggning kan dock en medlemsstat avstå från att blockera ett beslut som det inte vill stödja och istället lägga ner sin röst. Medlemsstaten blir då inte bunden av beslutet, men förväntas att avstå från handlingar som motverkar unionens och de övriga medlemsstaternas genomförande av beslutet.[källa behövs]

## Gemensamma säkerhets- och försvarspolitiken
Den gemensamma säkerhets- och försvarspolitiken (GSFP) utgör en del av Gusp. Några av de viktigare organen relaterade till politikområdet Gusp (inklusive GSFP) är EUMS, den militära staben, CIVCOM, Civilkommittén, Militärkommittén (EUMC) samt Kommittén för utrikes- och säkerhetspolitik (KUSP).
Den militära staben, EUMS, inrättades i juni 2001 och fungerar som en länk mellan EU:s politiska och militära organ, och de militära resurserna. Staben består av 200 officerare, från de olika medlemsländerna. De arbetar med strategiska lösningar, analys och sakkunskap. Underrättelser, policy och planering, logistik och resurser, kommunikation och informationssystem, operationer och övningar. Civilkommittén CIVCOM är ett organ för civil krishantering. 5000 poliser skall finnas till förfogande för internationella insatser, varav 1400 poliser inom 30 dagar. Militärkommittén, EUMC är högsta militära organ i EU och har till uppgift att ge råd och rekommendationer i militära frågor till KUSP. Kommittén för utrikes- och säkerhetspolitik, KUSP förbereder alla frågor som rör den gemensamma utrikes och säkerhetspolitiken. De arbetar med omvärldsbevakning, och följer nog den internationella händelseutvecklingen. De utarbetar riktlinjer för EUMC. De ska även kunna ge strategiska riktlinjer när EU genomför civila och militära insatser. Den har stöd av de andra organen. KUSP är det centrala organet i EU:s krishantering, och samordnar militära och civila insatser. KUSP består av diplomater från unionens medlemsländer, och som är permanent stationerade i Bryssel.[källa behövs]

## Folkligt stöd
Stödet för en gemensam utrikespolitik varierar stort inom Europeiska unionen. Enligt en undersökning från Eurobarometer i maj 2015 är stödet som största i Litauen, Tyskland och Rumänien. Stödet är lägst i de nordiska länderna och Storbritannien. Endast i Sverige är antalet motståndare till en gemensam utrikespolitik större än antalet anhängare.
|  | För |

|  | Vet ej |

|  | Emot |